# Mihnea-Ion Năstase
Mihnea-Ion Năstase (ur. 7 lutego 1967 w Bukareszcie) – rumuński tenisista, reprezentant kraju w Pucharze Davisa.

## Kariera tenisowa
Startując w gronie juniorów wygrał grę podwójną chłopców podczas US Open 1984, partnerując Leonardowi Lavalle, a także został finalistą Wimbledonu 1983 wspólnie z Ollim Rahnastem.
Zawodowym tenisistą był w latach 1984–1992. Năstase jest mistrzem jednego turnieju o randze ATP World Tour w grze podwójnej.
We wrześniu 1984 zagrał w meczu deblowym ćwierćfinału grupy światowej Pucharu Davisa przeciwko RFN, ponosząc porażkę wspólnie z Andreim Dîrzu z parą Hans-Dieter Beutel–Wolfgang Popp.
W rankingu gry pojedynczej najwyżej był na 279. miejscu (13 lipca 1992), a w klasyfikacji gry podwójnej na 159. pozycji (10 czerwca 1991).

### Finały w turniejach ATP World Tour
| Legenda                                      |
| -------------------------------------------- |
| Wielki Szlem                                 |
| Igrzyska olimpijskie                         |
| Tennis Masters Cup / ATP Finals              |
| ATP Masters Series / ATP Tour Masters 1000   |
| ATP International Series Gold / ATP Tour 500 |
| ATP International Series / ATP Tour 250      |

#### Gra podwójna (1–0)
| Końcowy wynik | Nr | Data            | Turniej  | Nawierzchnia | Partner     | Przeciwnicy                 | Wynik finału  |
| ------------- | -- | --------------- | -------- | ------------ | ----------- | --------------------------- | ------------- |
| Zwycięzca     | 1. | 5 sierpnia 1990 | San Remo | Ceglana      | Goran Prpić | Ola Jonsson Fredrik Nilsson | 3:6, 7:6, 6:3 |

### Finały juniorskich turniejów wielkoszlemowych

#### Gra podwójna (1–1)
| Końcowy wynik | Nr | Data | Turniej            | Nawierzchnia | Partner          | Przeciwnicy                | Wynik finału  |
| ------------- | -- | ---- | ------------------ | ------------ | ---------------- | -------------------------- | ------------- |
| Finalista     | 1. | 1983 | Wimbledon, Londyn  | Trawiasta    | Olli Rahnasto    | Mark Kratzmann Simon Youl  | 4:6, 4:6      |
| Zwycięzca     | 1. | 1984 | US Open, Nowy Jork | Twarda       | Leonardo Lavalle | Agustín Moreno Jaime Yzaga | 7:6, 1:6, 6:1 |